# Basipodella harpacticola
Basipodella harpacticola is een kreeftachtigensoort uit de familie van de Basipodellidae. De wetenschappelijke naam van de soort is voor het eerst geldig gepubliceerd in 1975 door Becker.